# Старорумунски језик
Старорумунски језик (влашки језик) је говорни језик Влаха на подручју данашње Румуније од 16. до 18. века пре него што је постао књижевни румунски 1860-их година. Од краја 16. века влашки језик добија књижевну формализацију у румунском делу Трансилваније и Влашке и од тада постаје општи књижевни језик. 
Старорумунски, а потом и румунски језик, све до 1860-их година, користили су писмо засновано на старословенској ћирилици (валашко-молдавско писмо).
Први писани румунски споменик је писмо из Брашова из 1521. године. Главни извор за писање овог издања су влашко-словенске повеље, које као историјски писани споменик откривају посебности у историјском развоју старословенског језика у периоду пре дамаскина.
Језик је латинизован у 17. столећу захваљујући светим писмима такозване Кантакузинове Библије.